# HighLife (клітинний автомат)

Еволюція реплікатора (показано кожне 5-е покоління)

HighLife (з англ. — «високорозвинене життя») — клітинний автомат, модифікація гри «Життя». Придумав 1994 року Нейтан Томпсон (англ. Nathan Thompson), назву дав Джон Конвей.
Відрізняється від гри «Життя» правилом народження та виживання клітин. Гра «Життя» описується правилом B3/S23, HighLife — правилом B36/S23: клітина народжується (birth), якщо в її околі Мура є 3 або 6 живих сусідів, і виживає (survival), якщо має 2 або 3 живі сусіди.
Таким чином, поведінка клітини в цих двох клітинних автоматах відрізняється лише у випадку, якщо вона мертва та має 6 живих сусідів. Оскільки ця ситуація зустрічається не надто часто, багато простих конфігурацій у HighLife поводяться так само, як у грі «Життя»; скажімо, блок, вулик, коровай, подвійний коровай, ящик, баржа, довга баржа, човен, довгий човен, човновий бант, довгий корабель, каное, авіаносець, знак інтеграла, манго, ставок, змія, рибальський гачок тут також є натюрмортами. Однак, наприклад, корабель і корабельний бант, які в «Житті» є натюрмортами, в HighLife самознищуються: корабель — через три покоління, корабельний бант — через чотири.

## Реплікатор

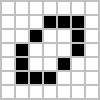
Реплікатор

Інтерес до HighLife обумовлений го́ловно наявністю в цьому клітинному автоматі простого реплікатора — самовідтворюваної конфігурації всього з 12 живих клітин.
Через 12 поколінь реплікатор перетворюється на два таких самих реплікатори, розташованих на діагональній лінії з двох боків від початкового. Якщо ж два реплікатори одночасно намагаються створити реплікатор на тому самому порожньому місці між собою, їхня дія взаємно гаситься і через 12 поколінь на цьому місці, як і раніше, залишається порожнеча.
Тому розташовані на одній діагоналі реплікатори емулюють поведінку «Правила 90»: живій клітині «Правила 90» відповідає реплікатор, мертвій — порожнеча.
У процесі еволюції одиничного реплікатора на нескінченному порожньому полі кількість живих клітин конфігурації може ставати як завгодно великою, але не прямує до нескінченності: через {\displaystyle 12\left(2^{n}-1\right)} поколінь після старту {\displaystyle \left(n\in \mathbb {N} \right)} на полі буде {\displaystyle 2^{n}} реплікаторів, але ще через {\displaystyle 12} поколінь — тобто через {\displaystyle 12\cdot 2^{n}} поколінь після старту — знову лише два реплікатори, відстань між центрами яких становить {\displaystyle 4\cdot 2^{n}} клітин по діагоналі.
Реплікатор входить до складу багатьох складніших конфігурацій із цікавими властивостями.